# Lesov

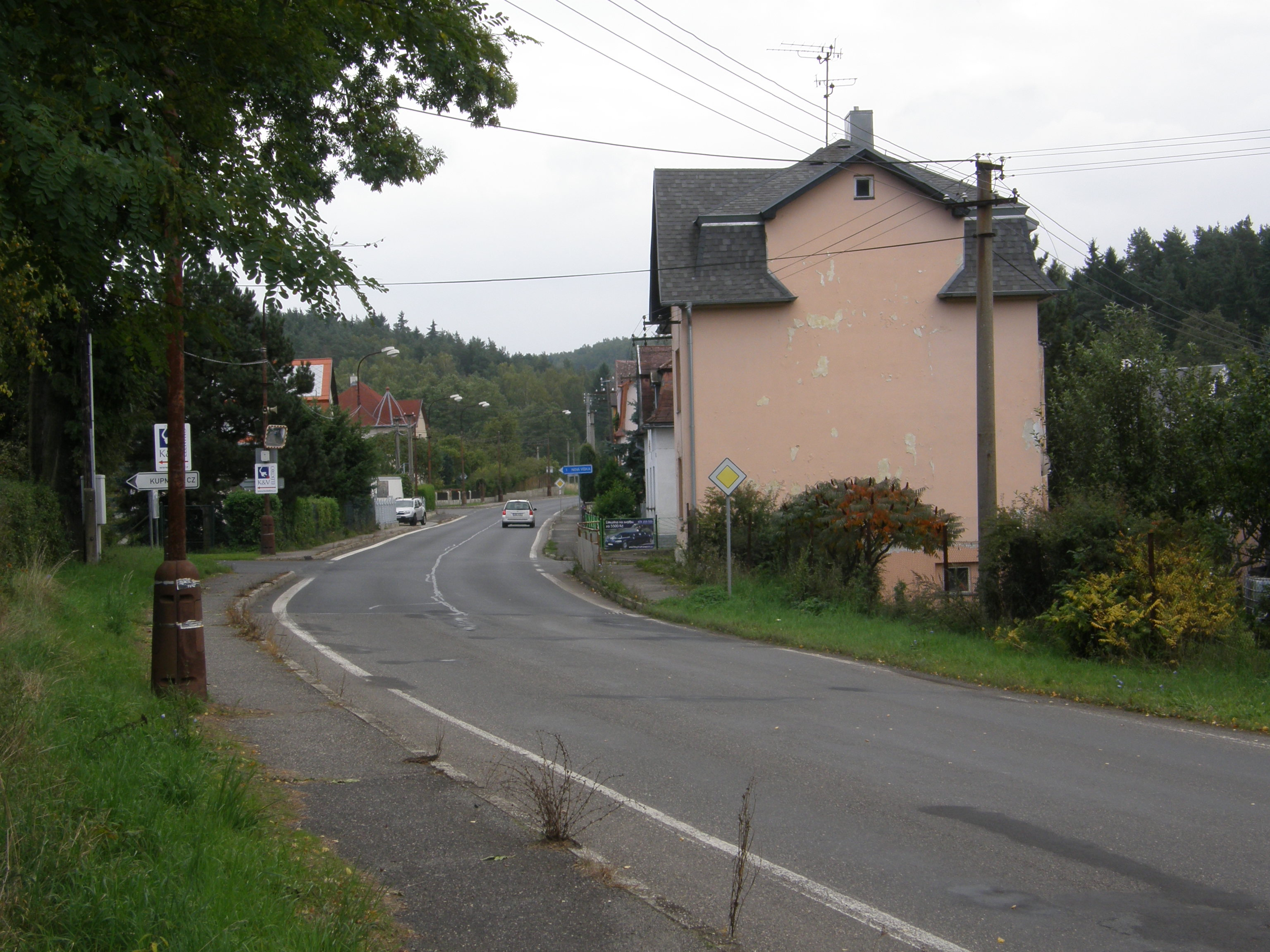
Hauptstraße

Lesov (deutsch Lessau) ist ein Ortsteil der Gemeinde Sadov in Tschechien. Er liegt fünf Kilometer nordöstlich von Karlovy Vary und gehört zum Okres Karlovy Vary.

## Geographie
Lesov befindet sich im Falkenauer Becken an der Einmündung des Lesovký potok in den Borský potok. Südlich liegt der Teich Mexiko. Im Südosten erhebt sich der Ptačí vrch (489 m) und nordwestlich der Sadovský vrch (497 m). Am östlichen Ortsrand verläuft die Staatsstraße 13/E 442 zwischen Karlovy Vary und Ostrov.
Nachbarorte sind Nová Víska im Norden, Ovčárna im Nordosten, Bor im Osten, Pulovice im Südosten, Vysoká im Süden, Nová Hospoda im Südwesten, Sadov im Westen sowie Liščí Díra im Nordwesten.

## Geschichte
Die erste schriftliche Erwähnung eines zur Herrschaft Schlackenwerth gehörigen Hofes Lesov erfolgte 1523. Im 18. Jahrhundert begann westlich des Dorfers in den Zechen „Leopold“ und „Frisch Glück“ der Abbau von Braunkohle. Im Zuge des Baus der Eisenbahn von Schlackenwerth nach Karlsbad wurden die Gruben in den 1860er Jahren stillgelegt und teilweise verfüllt.
Nach der Aufhebung der Patrimonialherrschaften bildete Lessau ab 1850 einen Ortsteil der Gemeinde Hayd im Bezirk Karlsbad. 1873 entstand in Lessau die Porzellanfabrik Franz Schmidt. Diese firmierte seit dem Kauf durch die Gebrüder Löw im Jahre 1919 als Porzellanfabrik Concordia. Seit 1913 bildete Lessau eine politische Gemeinde im Bezirk Karlsbad. 1927 wurde durch Josef Lenhart mit der Porzellanfabrik Schneider eine zweite Porzellanfabrik gegründet. 1930 hatte Lessau 801 Einwohner. Infolge des Münchner Abkommens wurde die Gemeinde 1938 dem Deutschen Reich angeschlossen. 1939 lebten in Lessau 803 Menschen. Bis 1945 war Lessau Teil des deutschen Landkreises Karlsbad und kam nach dem Ende des Zweiten Weltkrieges zur Tschechoslowakei zurück. 1946 kam die Gemeinde zum Okres Karlovy Vary-okolí. Lessau wurde 1948 in Lesov umbenannt, und 1950 nach Sadov eingemeindet. Seit 1961 gehört das Dorf zum Okres Karlovy Vary. 1991 hatte der Ort 277 Einwohner. Im Jahre 2001 bestand das Dorf aus 85 Wohnhäusern, in denen 313 Menschen lebten.

## Sehenswürdigkeiten
- Kapelle in Lesov, erbaut 1835
- Aussichtspunkt auf dem Ptačí vrch, südöstlich des Dorfes

Bor |
Lesov |
Podlesí |
Sadov |
Stráň